# Charlton Nyirenda
Charlton Nyirenda (* 29. August 1988) ist ein malawischer Schwimmer.

## Karriere
Nyirenda nahm 2008 an den Olympischen Spielen in Peking teil. Im Wettbewerb über 50 m Freistil kam er auf Rang 81. Er war auch Fahnenträger Malawis bei der Eröffnungszeremonie. Er nahm auch an den Commonwealth Games 2010 in Neu-Delhi teil.